# Pogáts Ferenc
Pogáts Ferenc (Budapest, 1933. május 7. – Budapest, 2015. június 12.) matematikatanár, a magyar matematikai tehetségkutatás és -gondozás, valamint tanárképzés elismert kiemelkedő egyénisége.

## Életpályája
Háromgyermekes család középső gyermekeként született. Érettségit a budapesti Szent István Gimnáziumban szerzett 1951-ben. Osztálytársa volt Németh János, az Alkotmánybíróság 1998 és 2003 közötti elnöke. Értelmiségi származása miatt egyetemre akkor nem mehetett.
1951-től 1953-ig az OMKER Vállalatnál helyezkedett el mint statisztikus. 1953-tól 1955-ig kötelező katonai szolgálatát töltötte. 1955-től 1962-ig a MIGÉRT Vállalathoz helyezték át, szintén statisztikusi munkakörbe.
1962-ben szerzett végül egyetemi diplomát az Eötvös Loránd Tudományegyetem Természettudományi Karának matematika–ábrázoló geometria középiskolai tanárképzés esti tagozatán, munka mellett, tanulmányait 1956. szeptemberben kezdve.
1962-től 1975-ig Hajós György, az ELTE TTK Geometria Tanszék vezetője meghívására, mellette dolgozott tanársegédként. Közben 1965-től 1969-ig óraadó tanárként érettségiig vitt egy speciális matematika tagozatos osztályt a budapesti Berzsenyi Dániel Gimnáziumban. Hajós György 1972-ben bekövetkezett halála után néhány évvel, 1975-ben otthagyta a Geometria Tanszéket.
1975-től 2005-ig a Ho Shi Minh Tanárképző Főiskola Budapesti Tagozata, 1985-től az ELTE Tanárképző Főiskolai Kara (a Tagozat az ELTE karává vált) Matematika Tanszékén főiskolai docensként oktatott; 1996-tól nyugdíjasként.
1996-tól 2011-ig a Budapesti Fazekas Mihály Gyakorló Általános Iskola és Gimnáziumban is tanított.
A tanárképzésben elsődlegesen a geometria, gráfelmélet és topológia tárgyakat oktatta, de e tárgyak mellett a kiegészítő képzés keretein belül a matematikai logika, az elemi matematika tárgyakon kívül speciális kollégiumokat is vitt diszkrét geometria, szakmódszertani és NAT témakörökből.
A tanárok egyetemi képzése mellett karrierje során végig jelentős részt vállalt a Bolyai János Matematikai Társulat, illetve az FPI (Fővárosi Pedagógiai Intézet) által szervezett továbbképzéseken is. Kevés matematikatanár van az országban, aki valamilyen formában ne került volna vele kapcsolatba.
Munkásságának jelentős részét tette ki a különböző matematikai versenyek szervezése, a tehetségkutatás is.
Hosszan tartó súlyos betegség után 2015. június 12-én hajnali 3 óra 14 perckor hunyt el.

## Folyóiratok
1984-től 1996-ig a Matematikai Lapok és a Matematika Tanítása című időszakos folyóiratok szerkesztőbizottságának tagja, rovatvezetője volt.
1995-től 2000-ig, alapításától megszűnéséig, a TANDEM című folyóirat szerkesztőbizottságának tagja volt.

## Versenybizottságok
1975-től 1987-ig a TIT KMBK (Természettudományi Ismeretterjesztő Társulat Kis Matematikusok Baráti Köre) verseny (általános iskola felső tagozatosok részére) bizottságának tagja volt.
1989-től a mai napig a Varga Tamás (országos) Matematika Verseny (általános iskola 7. és 8. osztályos tanulók részére) bizottságának elnöke.
1989-től a mai napig az Országos Középiskolai Tanulmányi Verseny (OKTV) Matematika II. kategória (speciális matematika tantervű osztályok tanulói részére) versenybizottság tagja.
1995-től 1999-ig a Borsod-Abaúj-Zemplén megyei Matematika Versenyek elnöke volt.

## Díjai, elismerései
- Bolyai János Matematikai társulat Beke Manó-díj (1979)
- Művelődési Miniszter Kiváló Munkáért kitüntetés (1983)
- TIT Kitüntető Oklevél (1985)
- ELTE Tanárképző Főiskolai Kara „Tanárképzésért” kitüntetés (1989)
- ELTE Rektor Trefort Ágoston Emléklap (1993, 2000)
- Ericsson-díj a matematika népszerűsítéséért (2007)
- Varga Tamás emlékdíj (2010)
- Rátz Tanár Úr-életműdíj (2012)
- Bonis Bona – A Nemzet Tehetségeiért díj (2015. május 29.)

## Fő művei
- Vektorgeometria (Budapest, Műszaki Könyvkiadó, 1970. és további 2 kiadás, kiadói nívódíjas)
- Trigonometria (Budapest, Műszaki Könyvkiadó, 1973.)
- Összefoglaló feladatgyűjtemény matematikából (társszerzőkkel; Budapest, Tankönyvkiadó 1980., és további 31 kiadás)
- KMBK Feladatlapok 5., 6., 7., 8. évfolyam (társszerzőkkel; Budapest, TIT 1981-1983.)
- KMBK Munkafüzet 5., 6., 7., 8. évfolyam (társszerzőkkel; Budapest, TIT 1981-1983.)
- KMBK Útmutató 6., 7., 8. évfolyam (társszerzőkkel; Budapest, TIT 1982.)
- A felületi topológia elemei (Budapest, OPI-VÍZDOK, 1983.)
- Középiskolai Matematikai Versenyek 1980–1984 (Fried Katalin társszerzővel, Budapest, Tankönyvkiadó, 1986.)
- Összefoglaló feladatgyűjtemény matematikából, Megoldások I–II. (társszerzőkkel; Budapest, Tankönyvkiadó 1988. és további 15 kiadás)
- Középiskolai Matematikai Versenyek 1985–1987 (Hegyvári Norbert társszerzővel, Budapest, Tankönyvkiadó 1989.)
- Matematika Feladatgyűjtemény a Tanárképző Főiskolák matematika szakos hallgatói számára – Valószínűségszámítás (szerk.: Szendrei János; Budapest, Tankönyvkiadó 1989. és további 2 kiadás)
- Vektorok, koordinátageometria, trigonometria – tankönyv a speciális matematikai osztályok számára (Budapest, Tankönyvkiadó, 1992.)
- Egybevágóságok, gráfok, felületek (Budapest, ELTE, 1993.)
- Varga Tamás matematikai versenyek (Budapest, TYPOTEX Kft. 1995.)
- Varga Tamás matematikai versenyek II. (Budapest, TYPOTEX Kft. 1997.)
- Varga Tamás matematikai versenyek III. (Budapest, TYPOTEX Kft. 2003.)

## Egyéb szakmai tevékenységek
1980-tól 1989-ig tagja volt a Bolyai János Matematikai Társulat felsőoktatási bizottságának; 1971-től 1989-ig a Társulat évi közgyűlésein előadásokat, szemináriumokat tartott.
1985-től 1991-ig az FPI (Fővárosi Pedagógiai Intézet) által szervezett továbbképzéseken az algebrai struktúrák és gráfok-kombinatorika tárgykörök előadója volt.
A TEMPUS program keretében 1998-tól 2006-ig összesen öt hónapot töltött az Augsburgi Egyetemen, tanulmányozva az ottani matematika szakos képzést.

## Online elérhető ismeretterjesztő cikkei
- A szépség matematikája
- Rózsaablakok és társaik (album itt)
- Sorminták, frízek
- A sík egybevágóságai és a tengelyes tükrözések